# الإسلام في أذربيجان

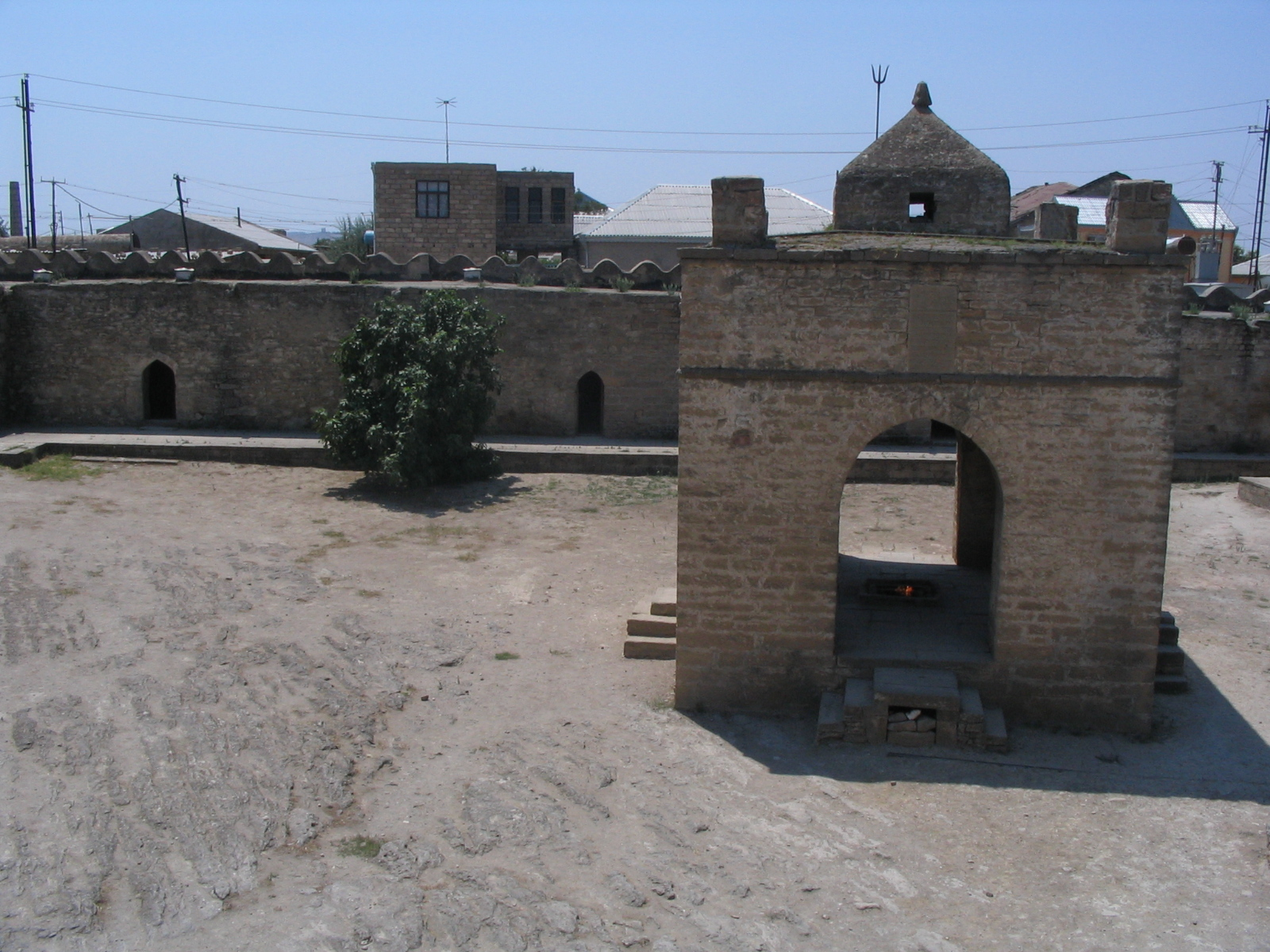
معبد النار في سوراخاني.

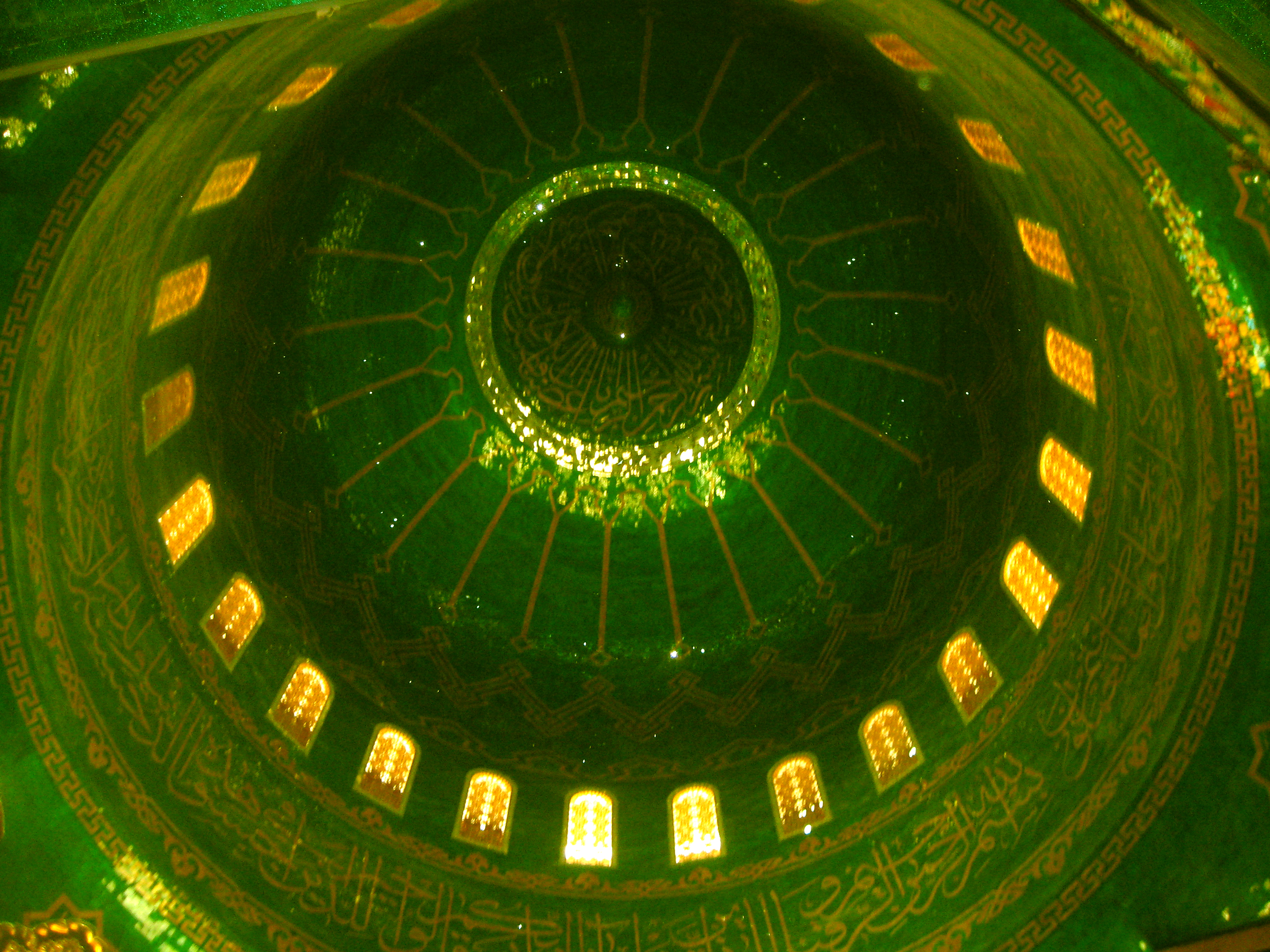
قبة جامع بيبي هيبات من القرن الثالث عشر.

وفقاً لاستطلاعات غالوب الأخيرة فإن أذربيجان هي واحدة من أكثر البلدان غير المتدينة في العالم حيث أن حوالي 50% من أفراد العينة التي شملها الاستطلاع أفادوا إلى عدم وجود أي أهمية للدين في حياتهم. لكن 93% من السكان يعرفون أنفسهم كمسلمين) رغم أن الكثير لا يمارسون العبادات. هناك العديد من الأديان الأخرى بين الجماعات العرقية المختلفة داخل البلد. بموجب المادة 48 من دستورها فإن أذربيجان دولة علمانية، وتضمن الحرية الدينية. تشمل الأقليات الدينية الأخرى المسيحيين حيث يشكلون 3% إلى 4% من السكان، والذين يتبع أغلبهم الكنيسة الروسية الأرثوذكسية والكنيسة الجورجية الرسولية الأرثوذكسية وكنيسة الأرمن الأرثوذكس (تقريباً جميع الأرمن يعيشون في مقاطعة ناغورني قرة باغ).
تنص اجراءات حكومية على أنه يجب على كل الجماعات الدينية، وخاصة الإسلامية منها، تسجيل أسمائها لدى اللجنة الحكومية للعمل مع المنظمات الدينية وأن تنسق معها التعاليم التي تدعو لها. الجمعيات الحقوقية تقول أن الوسائل التي تستخدمها الحكومة في هذه الجهود عنيفة وتجيء في اطار تضييق الخناق على حرية التعبير التي يرى فيها النظام تحديا محتملا له.
أشارت الإحصائيات لعام 2003 على وجود 250 شخص من أتباع المذهب الروماني الكاثوليكي. كما توجد طوائف مسيحية أخرى وفقاً لإحصائيات سنة 2002 منها اللوثريون والمعمدانيون والمولوكانيون. هناك أيضاً اليهود والبهائيون، وهاري كريشنا وشهود يهوه، فضلاً عن اتباع كنيسة نحميا، وكنيسة النجمة الشرقية وكنيسة البركة الكاتدرائية. الزرادشتية لها تاريخ طويل في أذربيجان، ومن مواقعها الهامة معبد النار في باكو، جنباً إلى جنب مع المانوية. تشير التقديرات إلى أن معتنقي الزرادشتية في أذربيجان بحدود 2000 نسمة.

## التاريخ

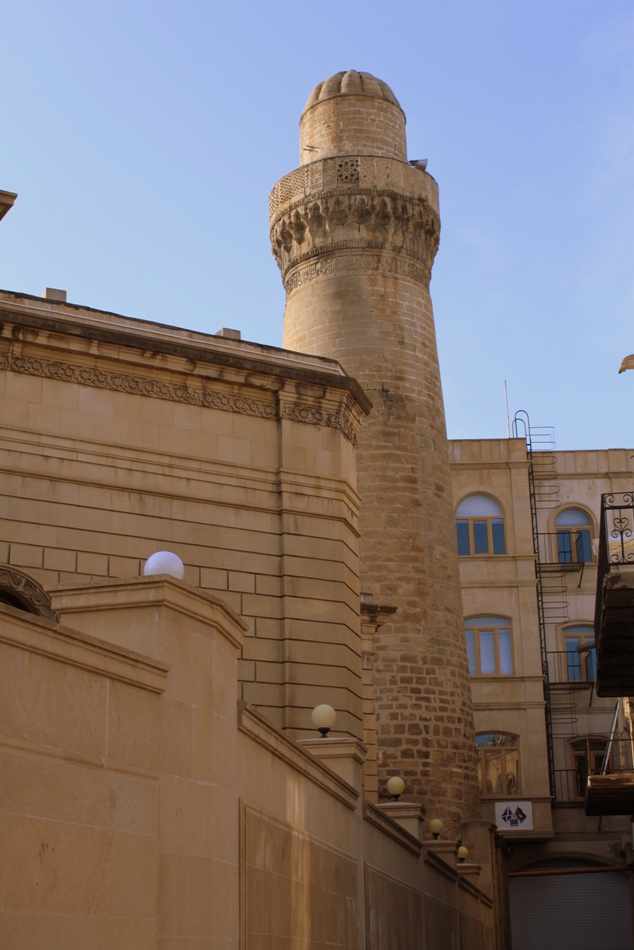
مسجد كوما في العاصمة باكو

وصل الإسلام إلى أذربيجان من خلال العرب في القرن السابع الميلادي عندما كان يسيطر على البلاد أتباع المسيحية والوثنية
في القرن التاسع عشر هاجر العديد من المسلمين من أذربيجان بسبب الحرب التي كانت قائمة بين إمبراطورية روسيا والدولة العثمانية. بحلول نهاية القرن التاسع عشر بدأ العداء بين الطوائف الإسلامية يتقلص بسبب ازدياد النزعة القومية الأذربيجانية وذلك للتواصل مع التراث التركي وبالابتعاد عن التأثيرات الدينية الإيرانية.
يوجد أيضا مجموعة يهودية صغيرة في أذربيجان وتحت سيطرتهم 3 معابد منها واحد في العاصمة باكو وكان شيخ الإسلام الله شكر باشازاده قد تبرع بمبلغ 40 ألف دولار أمريكي من أجل بناء معبد يهودي في سنة 2000. (بحاجة إلى مصدر)
أذربيجان دولة علمانية وقد بينت دراسة أن نسبة المؤمنين المتحمسين تقارب 7% من السكان في مقابل 4% ملحدين علما بأن المسلمين يعتبرون الإسلام طريقة حياة دون التقيد بالحلال والحرام أو بوصفه جزء أساسي من الهوية الوطنية.

## الحقبة السوفييتية

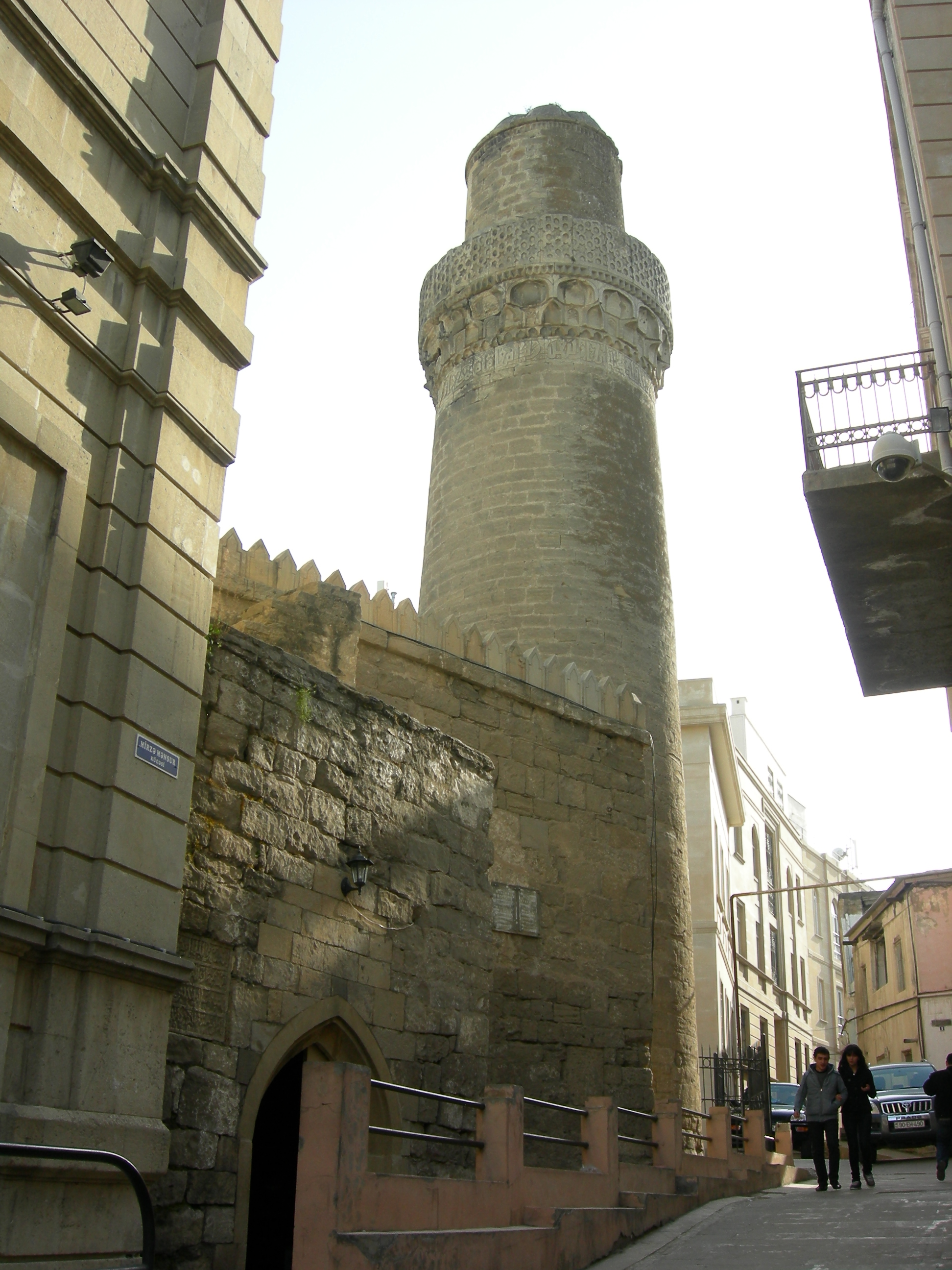
مسجد محمد في العاصمة باكو

في سنة 1806 احتل الروس أذربيجان. في سنة 1918 أعلنت أذربيجان استقلالها ولكن تم دمجها بالاتحاد السوفييتي سنة 1920.
قبل إنشاء الاتحاد السوفييتي كان يوجد حوالي ألفين مسجد ولكن تم اغلاق معظمها في الثلاثينات ثم تم السماح بافتتاح بعضها أثناء الحرب العالمية الثانية. عزز الحكم السوفييتي الهوية القومية الأذربيجانية بدلا مع الهوية الإسلامية.
في الثمانينات كان يوجد مسجدان كبيران و3 مساجد صغيرة في العاصمة باكو و11 مسجد خارج العاصمة. نتيجة لذلك قرر العديد من أفراد الشعب الأذربيجاني فتح جزء من بيوتهم كمساجد للقيام بشعائرهم الدينية سرا.

## النهضة الإسلامية

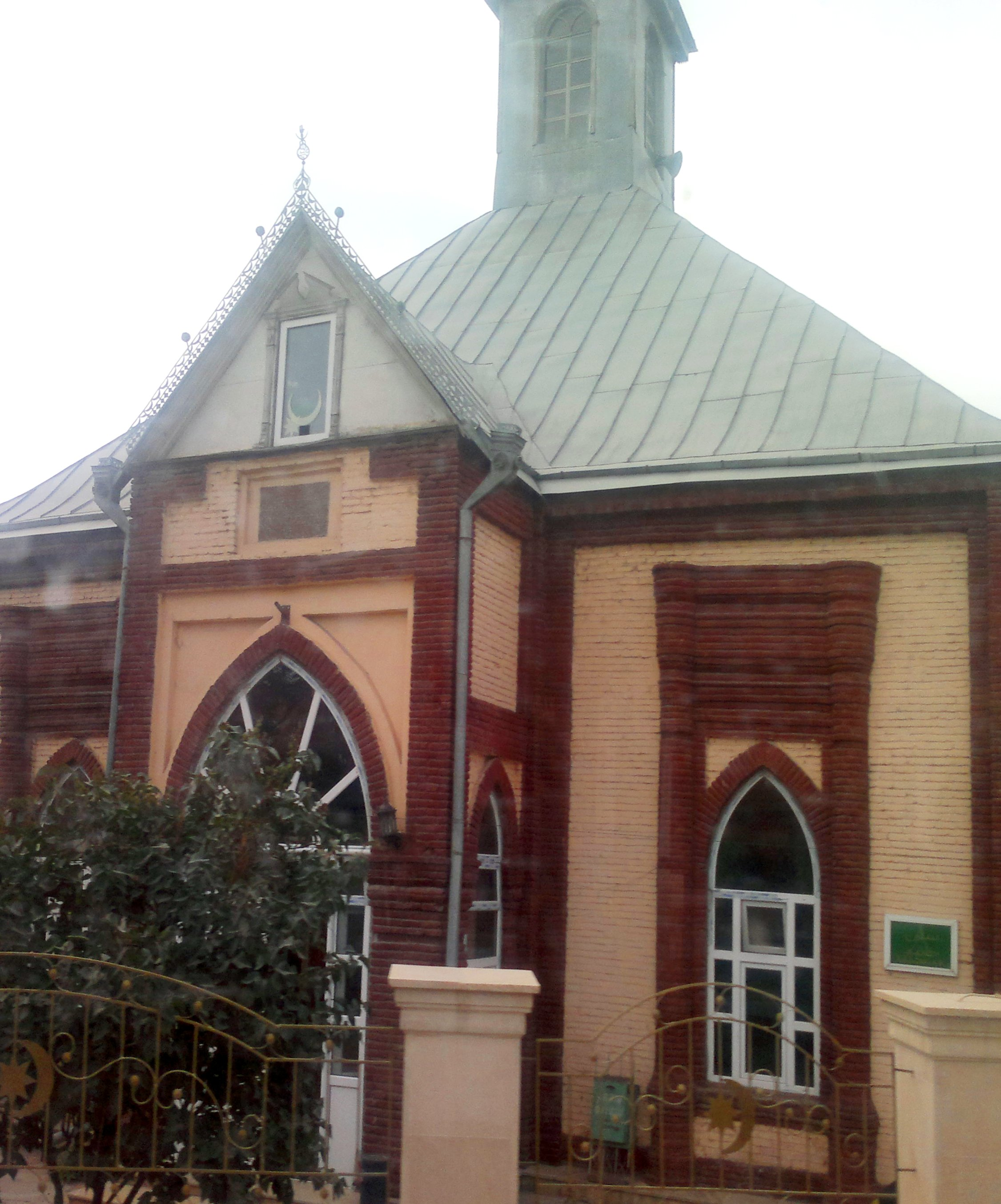
مسجد «سكينة خانم» في مدينة «قبة».

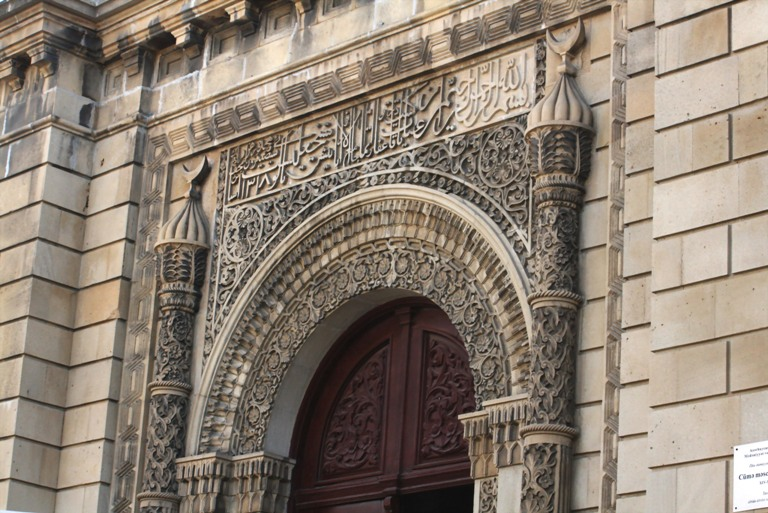
مسجد صلاة الجمعة في العاصمة باكو والذي يعود تاريخ بنائه إلى القرن الثاني عشر الميلادي

تدريجيا وأثناء انهيار الاتحاد السوفييتي ظهرت معالم الصحوة الإسلامية على العلن. وفقا لمصادر سوفييتية ففي أواخر السبعينات كان يوجد حوالي ألف بيت لإقامة الصلاة سرا و300 مكان آخر لتعريف الناس بشعائر الحج وهذا الأمر أدى إلى افتتاح العديد من المساجد في العقد التالي.
خلال الحرب العالمية الثانية أنشأت السلطات السوفييتية مجلس القوقاز الإسلامي بصفته الهيئة التشريعية للإسلام في منطقة القوقاز. خلال حكم ليونيد بريجنيف وميخائيل غورباتشوف تم تشجيع رجال الدين المسلمين في أذربيجان على استضافة رجال دين من الخارج بهدف الإعلان عن حرية الدين والظروف المعيشية العالية التي يتمتع بها المسلمين تحت الحكم السوفييتي الشيوعي.
بداية من حكم غورباتشوف حتى نهاية حكمه وخاصة بعد الاستقلال ارتفع عدد المساجد في أذربيجان بشكل كبير. تم بناء العديد من المساجد بتمويل من دول أجنبية مثل السعودية، إيران، وعمان كما قاموا بتوزيع نسخ كثيرة من القرآن والكتب الدينية على الشعب الأذربيجاني. تم إنشاء معهد ديني إسلامي في سنة 1991 والقوانين المتعلقة بالدين في الدستور صارت واضحة حيث تنص المادة 6 على أن أذربيجان دولة علمانية بينما تنص المادة 19 على فصل الدين عن الدولة ومساواة جميع الأديان أمام القانون فضلا عن الطابع العلماني للنظام التعليمي.
أثار الساسة العلمانيون المخاوف بشأن صعود أسهم الإسلام السياسي ولكن آخرين يقولون أن الإسلام في أذربيجان هو ظاهرة متعددة الأوجه. الإسلام يلعب دور محدود جدا في الحياة السياسية وجزء صغير من السكان يؤيد إقامة دولة إسلامية وذلك يعود إلى تطبيق العلمنة في أذربيجان لعقود طويلة ولكن وفقا لبعض المحللين فإنه على المدى البعيد إذا لم يستطع السياسيون العلمانيون الحاليون أن يقوموا بتحسين مستوى المعيشة للشعب الأذربيجاني فإنهم سيتجهون إلى الساسة الإسلاميين.
يوجد مركز وحيد للإسلام في مدينة نارداران على بعد 25 كيلومتر إلى الشمال الشرقي عن العاصمة باكو وهو مزار شيعي منذ القرن الثالث عشر. على عكس باقي مدن وقرى أذربيجان التي تتميز بالحياة العلمانية فإن مدينة نارداران يطغي عليها الطابع الإسلامي الأصولي من خلال اللافتات الدينية المعلقة في الشوارع وارتداء النساء الحجاب الإيراني الشادور. الحزب الإسلامي في أذربيجان المحظور تم تأسيسه في هذه المدينة التي تعتبر مركز نشاطاته.
وقد بينت دراسة أن نسبة المؤمنين المتحمسين تقارب 7% من السكان في مقابل 4% ملحدين علما بأن المسلمين يعتبرون الإسلام طريقة حياة دون التقيد بالحلال والحرام أو بوصفه جزء أساسي من الهوية الوطنية.

## التطرف

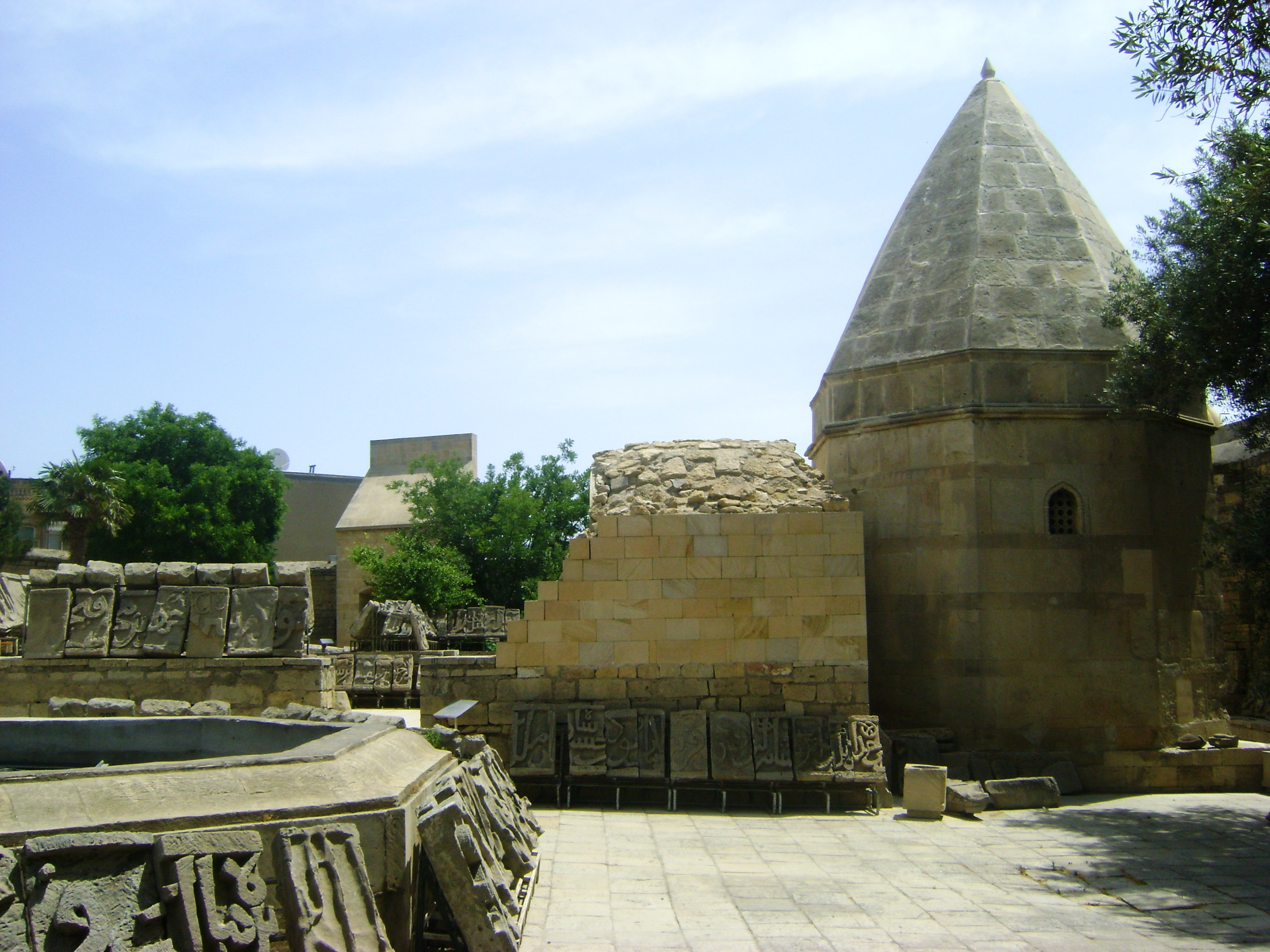
مسجد مسجد كي غوباد

هناك ارتفاع معين في التطرف الديني في أذربيجان نتيجة لاستمرار مشاكل الفساد، الفقر، شبه السلطوية من الحكومة، بالإضافة إلى خيبة الأمل من الغرب ودعم طوائف دينية من بلدان أجنبية ولكن هناك دعم محدود جدا التطرف وفقا سفانتي كورنيل العالم السويدي المتخصص في شؤون السياسة والأمن في منطقة أوراسيا ولاسيما جنوب آسيا، القوقاز، تركيا، وآسيا الوسطى حيث قال :
يمكن المطالبة بحق أذربيجان أن تكون من بين المجتمعات الإسلامية الأكثر تقدمية وعلمانية. وبصرف النظر عن أنهم كانوا أول بلد مسلم أن المسلسلات والمسرحيات والمسرح، وجمهورية ديمقراطية، فإن أذربيجان اليوم من بين البلدان المسلمة من حيث دعم العلمانية هي أعلى، والأيديولوجيات المتطرفة حيث حققت فائدة محدودة جدا.
سفانتي كورنيل يعتقد أن الجماعات المتطرفة لا تزال ضعيفة، ولكن لديها القدرة على النمو في ظل الظروف الراهنة المحلية والدولية. لمواجهة هذا، فإن الدولة الأذربيجانية تحتاج إلى معالجة الحكومة الثنائية من حيث الإشراف على الهياكل الدينية. كما كتب أن سياسات الحكومة تجاه الإسلام عامة والتطرف على وجه الخصوص لم تكن كاف
وقررت مجموعة الأزمات الدولية في الملخص التنفيذي لنتائج تقريرها الخاص عن الدين في أذربيجان أن : أذربيجان دولة علمانية وغالبية السكان العظمى معتدل. منذ تفكك الاتحاد السوفييتي والحصول على الاستقلال في 1991 فإن جماعات إسلامية مستقلة رفضت الإشراف عليها من قبل رجل دين معين من قبل الحكومة. بعضها سياسي ولكن القليل جدا إن وجدت يبدو عازما على استخدام العنف لقلب نظام الدولة.
الجماعات والقوى الإسلامية في أذربيجان تشمل جماعة مصلو مسجد الجمعة، والحزب الإسلامي في أذربيجان، وجند الله.

### السلفيين

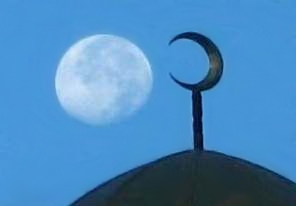
التقاء هلال منارة المسجد والقمر بدرا

تعتبر اليوم جماعة سلفية وواحدة من المجموعات الإسلامية المتطرفة في أذربيجان. قبل 6 نوفمبر 2005 من انتخاب رفيق علييف رئيسا للجنة الحكومية الأذربيجانية للعمل مع التشكيلات الدينية حذر من أن زيادة نشاط من السلفيين يشكل خطرا على الاستقرار السياسي في أذربيجان. وفي أكتوبر 2007 أفاد تقرير حكومي أنها أحبطت مؤامرة لإجراء هجوم إرهابي المروع على نطاق واسع ضد البعثات الدبلوماسية الأمريكية والبريطانية ومبان حكومية. ذكرت وزارة الأمن القومي الأذربيجانية أنه قتل أحد المشتبه بهم واعتقل عدة أشخاص آخرين في قرية خارج العاصمة. وزارة الخارجية قررت اغلاق السفارة الأمريكية في باكو لفترة وكذلك السفارة البريطانية في أذربيجان أيضا حيث تم إيقاف تقديم خدماتها وذلك بسبب المخاوف الأمنية المحلية.
وضمت الجماعة الإسلامية ملازمون في الجيش الذين سرقوا 20 قنبلة يدوية ومدفع رشاش وبنادق وذخائر عسكرية أخرى من وحدة الجيش من أجل الهجوم المخطط له.
وفقا للإمام إلغار إبراهيموغلو الذي قال : ليس سرا على أحد أن الجماعات السلفية المتطرفة كانت نشطة في أذربيجان لعدة سنوات وأنه لا يوجد دليل على ضعاف هذا النشاط نظرا لعدم وجود الديمقراطية، وكثرة انتهاكات حقوق الإنسان، وقمع السلطات للطوائف الدينية غير المسجلة ولكن أقل تشددا. بينما قال شيخ باشازاده أن جماعة مسجد أبو بكر هم سلفيين وانتقد ضمنيا السلطات الأذربيجانية لفشلها في اتخاذ إجراءات صارمة ضدهم. قتل ثلاثة أشخاص وأصيب 13 شخص آخر. خلال التحقيق تم توجيه الاتهام إلى 26 شخصا بارتكاب المادة 214 (الإرهاب)، 279 (إنشاء تشكيلات مسلحة أو جماعات والتي لا ينص عليها التشريع) وغيرها من القانون الجنائي لجمهورية أذربيجان بينما نجى شخص واحد من توجيه الاتهام وهو زعيم مجموعة إخوة الغابة المتطرفة الذي قتل خلال عملية خاصة.

### القاعدة

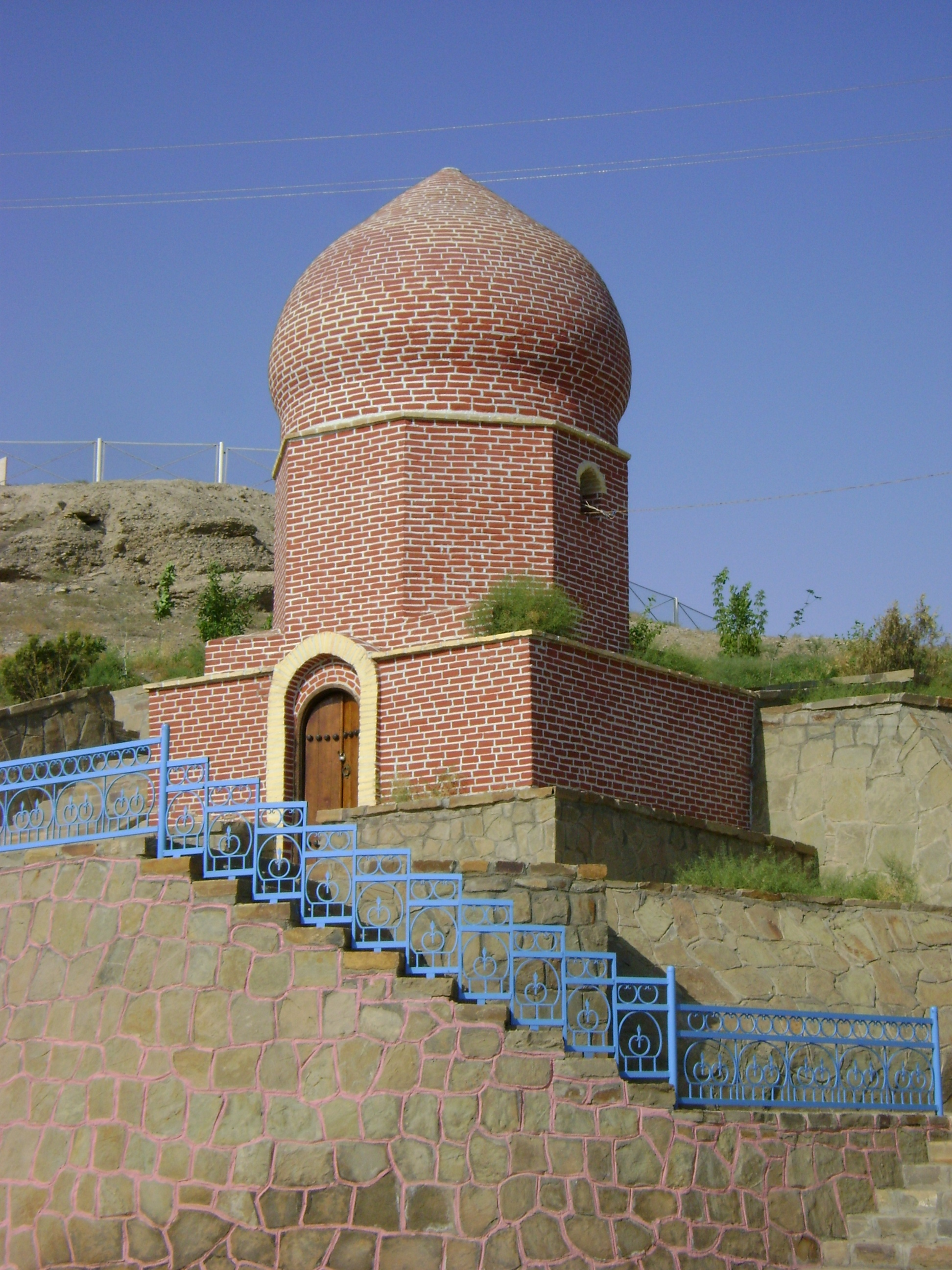
مسجد حجي رفاعي الذي يعود تاريخ بنائه إلى القرن الثامن عشر الميلادي

في عام 1998 وبعد الهجمات على سفارتي الولايات المتحدة في دار السلام ونيروبي وذلك نتيجة للفاكس المرسل من باكو تم اكتشاف مستوى نشاط تنظيم القاعدة في البلاد. أذربيجان تعاونت بنشاط مع الولايات المتحدة في عمليات مكافحة الإرهاب وكان النجاح في الحد من وجود وإعاقة أنشطة الجماعات الإسلامية المتشددة الدولية مع علاقات مع المنظمات الإرهابية التي تسعى إلى نقل الناس، والمال، والأمور المادية في جميع أنحاء القوقاز. اعتقل أعضاء من الجماعة الإسلامية المقربة من تنظيم القاعدة الإسلامي في أذربيجان وتسليمهم إلى القاهرة. ألقي القبض على أحد أعضاء القاعدة أبو عطية في باكو وتسليمه إلى وكالة المخابرات المركزية. الاعتقالات جاءت بعدما تصدى رجال قوات الأمن في البحث عنه لأكثر من شهر والتي أدت في النهاية إلى حضورهم إلى منزل آمن في سومغايت حيث تم القبض على المسلحين.
تم العثور على أمير أصلان إسغانداروف وخمسة من معاونيه ووجد مذنبا بتهمة محاولة بدء إنشاء جيش إسلامي في عام 2005.
ووفقا لتقرير صادر عن وزارة الخارجية الأميركية عن الإرهاب في أذربيجان : (في أبريل 2006 في المحاكمة التي تتضمن جماعة تسمى القاعدة القوقاز (منفصلة عن مجموعة تحمل الاسم نفسه حكم عليه في 2005) فإنه حكم على أعضاء المجموعة الستة عشر بالسجن مدى الحياة. أدين أعضاء المجموعة بالشراء غير القانوني وحمل الأسلحة النارية لاغتيال موظف من وزارة الشؤون الداخلية الأذربيجانية في يوليو 2005. تألفت المجموعة من مواطني دول أذربيجان، روسيا، تركيا، واليمن.

### جند الله

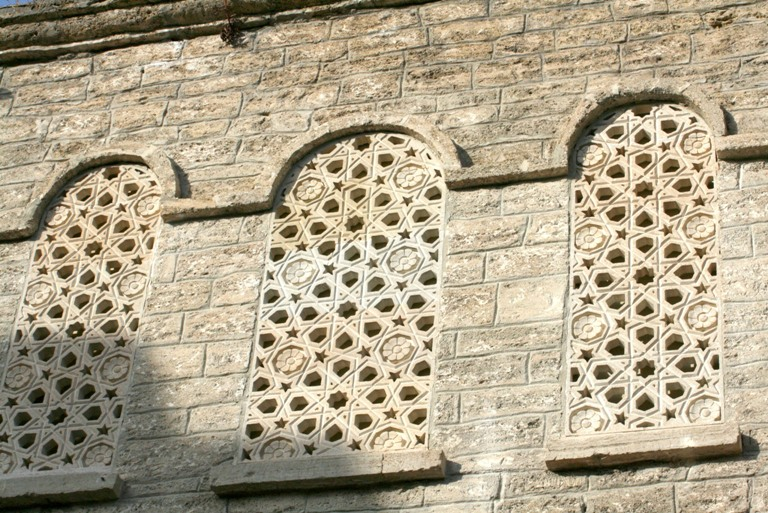
مسجد الخان

جند الله جماعة متطرفة سلفية تنشط بشكل رئيسي في أذربيجان منذ أواخر التسعينات والمسؤولة عن عدة عمليات قتل وهجمات ضد المعبد هاري كريشنا ومكتب البنك الأوروبي للإنشاء والتعمير في باكو ويعتقد أيضا أنهم خططوا لتفجير السفارة الأميركية في أذربيجان لكن المسؤولون سبقوهم في إفشال مخططهم.
أسس جند الله التي موباريز علييف وهو ضابط منشق عن وزارة الشؤون الداخلية من أجل نشر السلفية في أذربيجان (للتخلص من هؤلاء الذين وقفوا في طريقهم من أجل الاستيلاء على السلطة في البلاد بالقوة وإقامة دولة إسلامية). كما دعا الأذربيجانيين لمكافحة المبشرين الدينيين الأجانب والجماعات الدينية غير الإسلامية حيث تلقت تدريب عسكري أيديولوجي خاص في الشيشان. زعماء جند الله تم اتهامهم بالإرهاب وحكم عليهم بالسجن في سنة 2000 بينما حكم على موباريز علييف بالسجن المؤبد.

### التوبة
التوبة منظمة إسلامية التي أيدت استخدام الكتابة العربية بدلا من الكتابة اللاتينية السائدة في أذربيجان في بداية التسعينات وسعت بالتوسع خارج أذربيجان إلى آسيا الوسطى حيث أسست هياكل سلطة في وادي فرغانة في عام 1991. وفقا لمعهد روث ستيفن فإن جماعة التوبة وكذلك حزب التحرير تعبر عن مواقف مضادة ومعادية لإسرائيل واليهودية من المنظمات الأم في الشرق الأوسط والتي تقوم بتمويل دعايتهم.

### النور
تأثير تركيا في تشكيل الإسلام في أذربيجان بعد انهيار الاتحاد السوفييتي نتيجة لمزيج من الإسلام والقومية التركية الشعبية التي يروج لها أعضاء طائفة تركية دينية اسمها نور.

## وصلات خارجية
- هذا الإسلام والقومية في أذربيجان
- هذا أذربيجان: الإسلام في العهد السوفييتي